# Gioco del pollo
Il gioco del pollo (calco dall'inglese game of chicken dove chicken sta per pavido) è una configurazione della teoria dei giochi a somma non nulla. L'informazione è completa e vi partecipano due giocatori che agiscono contemporaneamente.
L'esemplificazione classica si ispira alla cosiddetta chicken run, prova di coraggio del film Gioventù bruciata con James Dean del 1955 in cui due ragazzi fanno una corsa automobilistica lanciando simultaneamente le auto verso un dirupo. Se entrambi sterzano prima di arrivarvi, rimedieranno entrambi una magra figura con i pari; se uno sterza e l'altro continua per un tratto di strada maggiore, il primo farà la figura del coniglio, mentre il secondo guadagnerà il rispetto dei pari. Se entrambi continuano sulla strada, moriranno.

## Descrizione
Come nel dilemma del prigioniero la cooperazione di entrambi è un equilibrio instabile, che non regge neanche nel breve periodo, cioè nel caso di gioco effettuato una sola volta. Si guardi la matrice dei payoff:
| ...              | Sterza               | Continua Diritto |
| Sterza           | (pareggio, pareggio) | (pollo, vince)   |
| Continua Diritto | (vince, pollo)       | (muore, muore)   |

| ...              | Sterza  | Continua Diritto |
| Sterza           | (0, 0)  | (-1, 1)          |
| Continua Diritto | (1, -1) | (-10, -10)       |

In questo gioco nessuno dei due giocatori ha una strategia dominante e vi sono due equilibri potenziali: ("sterza", "continua diritto") e  ("continua diritto", "sterza"). Come si vede, entrambi sono degli ottimi paretiani e il gioco viene detto di non-coordinamento, poiché ad entrambi conviene adottare la strategia opposta rispetto a quella dell'altro giocatore. Naturalmente ognuno dei due giocatori ha una preferenza per un equilibrio in particolare. La soluzione del gioco proviene dalla dichiarazione credibile di uno dei due giocatori dell'intenzione di non voler sterzare ad ogni costo. L'altro giocatore si vedrà costretto a sterzare per primo per evitare la morte.

## Curiosità
In Italia questa configurazione viene anche citata con il nome di gioco del coniglio fifone. In realtà tale nominazione è erronea (non viene mai nominata nel film Gioventù bruciata né è mai presente nella letteratura relativa al gioco) e deriva probabilmente dal coeva configurazione di teoria dei giochi del gioco del coniglio, presentato anch'esso a cavallo tra gli anni cinquanta e gli anni sessanta e mediaticamente meno rilevante.